# D'scover Tour
D'scover Tour também referida como D'scover Tour 2013 in Japan, foi a primeira turnê japonesa realizada pelo cantor sul-coreano Daesung. Lançada em suporte a seu álbum de estreia japonês D'scover (2013), a turnê foi planejada inicialmente como uma série de concertos a serem realizados nas cidades de Kobe e Tóquio, mas após a alta demanda por ingressos, a mesma foi anunciada como uma turnê nacional. Dirigida por Daesung, ela obteve todos os seus ingressos esgotados. Seu início ocorreu em 24 de março no World Memorial Hall em Kobe e seu encerramento em 18 de junho na Yokohama Arena em Yokohama.

## Antecedentes
Em dezembro de 2012, foi anunciado que Daesung sob o nome artístico japonês de D-Lite, iria realizar quatro concertos nas cidades de Kobe e Tóquio, a fim de promover D'scover (2013), seu primeiro álbum de estúdio japonês. No entanto, em 28 de fevereiro de 2013, devido à alta demanda por ingressos, 21 concertos adicionais em dezessete cidades, foram acrescentados a turnê. Mais de cem mil ingressos foram colocados a venda para um público de trezentas mil pessoas.

## Repertório
1. "Singer's Ballad"
2. "Love"
3. "Sunny Hill"
4. "Powerful Boy"
5. "Wings"
6. "Like Overflowing with Kindness"
7. "Missing You Now"
8. "The Flower Bud Of My Dream"
9. "Try Smiling"
10. "Dream Come True"
11. "Mr. Children"
12. "Konayuki"
13. "Baby Don’t Cry"
14. "Joyfull"
15. "Sobakasu"

Bis
1. "Look at Me, Gwisoon"
2. "Joyful"
3. "Wings"

## Datas da turnê
| Data                | Cidade           | País  | Local                              | Público |
| ------------------- | ---------------- | ----- | ---------------------------------- | ------- |
| 24 de março de 2013 | Kobe             | Japão | World Memorial Hall                | 24,000  |
| 25 de março de 2013 | Kobe             | Japão | World Memorial Hall                | 24,000  |
| 30 de março de 2013 | Tóquio           | Japão | Nippon Budokan                     | 24,000  |
| 31 de março de 2013 | Tóquio           | Japão | Nippon Budokan                     | 24,000  |
| 1 de maio de 2013   | Chiba            | Japão | Ichikawa City Cultural Hall        | 100,000 |
| 2 de maio de 2013   | Chiba            | Japão | Ichikawa City Cultural Hall        | 100,000 |
| 4 de maio de 2013   | Chuo-ku, Niigata | Japão | Niigata Prefectural Civic Center   | 100,000 |
| 6 de maio de 2013   | Aomori           | Japão | Aomori City Cultural Hall          | 100,000 |
| 8 de maio de 2013   | Sapporo          | Japão | Nitori Culture Hall                | 100,000 |
| 12 de maio de 2013  | Miyagino-ku      | Japão | Sendai Sun Plaza Hall              | 100,000 |
| 14 de maio de 2013  | Saitama          | Japão | Omiya Sonic City                   | 100,000 |
| 16 de maio de 2013  | Tóquio           | Japão | Fuchu Forest Art Theater           | 100,000 |
| 18 de maio de 2013  | Nagoia           | Japão | Aichi Prefectural Art The          | 100,000 |
| 19 de maio de 2013  | Nagoia           | Japão | Aichi Prefectural Art The          | 100,000 |
| 23 de maio de 2013  | Kobe             | Japão | Kobe International Exhibition Hall | 100,000 |
| 24 de maio de 2013  | Takamatsu        | Japão | Alpha Anabuki Hall                 | 100,000 |
| 26 de maio de 2013  | Kurashiki        | Japão | Kurashiki Bikan                    | 100,000 |
| 27 de maio de 2013  | Hiroshima        | Japão | Hiroshima Bunka Gakuen HBG Hall    | 100,000 |
| 4 de junho de 2013  | Nagasaki         | Japão | Nagasaki Brick Hall                | 100,000 |
| 6 de junho de 2013  | Fukuoka          | Japão | Fukuoka Sun Palace Hotel & Hall    | 100,000 |
| 7 de junho de 2013  | Fukuoka          | Japão | Fukuoka Sun Palace Hotel & Hall    | 100,000 |
| 13 de junho de 2013 | Shiga            | Japão | Biwako Hall                        | 100,000 |
| 15 de junho de 2013 | Osaka            | Japão | Grand Cube Osaka                   | 100,000 |
| 16 de junho de 2013 | Osaka            | Japão | Grand Cube Osaka                   | 100,000 |
| 18 de junho de 2013 | Yokohama         | Japão | Yokohama Arena                     | 100,000 |
| Total               | Total            | Total | Total                              | 124,000 |